# SYF2
SYF2 (англ. SYF2 pre-mRNA splicing factor) – білок, який кодується однойменним геном, розташованим у людей на 1-й хромосомі. Довжина поліпептидного ланцюга білка становить 243 амінокислот, а молекулярна маса — 28 722.
| 10         |  | 20         |  | 30         |  | 40         |  | 50         |
| ---------- |  | ---------- |  | ---------- |  | ---------- |  | ---------- |
| MAAIAASEVL |  | VDSAEEGSLA |  | AAAELAAQKR |  | EQRLRKFREL |  | HLMRNEARKL |
| NHQEVVEEDK |  | RLKLPANWEA |  | KKARLEWELK |  | EEEKKKECAA |  | RGEDYEKVKL |
| LEISAEDAER |  | WERKKKRKNP |  | DLGFSDYAAA |  | QLRQYHRLTK |  | QIKPDMETYE |
| RLREKHGEEF |  | FPTSNSLLHG |  | THVPSTEEID |  | RMVIDLEKQI |  | EKRDKYSRRR |
| PYNDDADIDY |  | INERNAKFNK |  | KAERFYGKYT |  | AEIKQNLERG |  | TAV        |

A: Аланін

C: Цистеїн

D: Аспарагінова кислота

E: Глутамінова кислота

F: Фенілаланін

G: Гліцин

H: Гістидин

I: Ізолейцин

K: Лізин

L: Лейцин

M: Метіонін

N: Аспарагін

P: Пролін

Q: Глутамін

R: Аргінін

S: Серин

T: Треонін

V: Валін

W: Триптофан

Задіяний у таких біологічних процесах, як процесинг мРНК, сплайсинг мРНК, ацетилювання, альтернативний сплайсинг. 
Локалізований у ядрі.